# 斯洛比德卡 (米爾哥羅德區)
49°52′3″N 33°27′5″E / 49.86750°N 33.45139°E
斯洛比德卡（烏克蘭語：Слобідка），是烏克蘭的村落，位於該國中部波爾塔瓦州，由米爾哥羅德區負責管轄，處於霍羅爾河右岸，分別距離馬利齊1公里和克尼亚扎卢卡1.5公里，海拔高度96米，2001年人口516。